# Everwood
Az Everwood amerikai televíziós sorozat, melynek helyszíne egy képzeletbeli coloradói kisváros, Everwood. A forgatási helyszín filmben megjelenített belvárosa valójában a utahi Ogdenben és Salt Lake Cityben található, míg a sorozat más részeit a kanadai Calgaryban forgatták. A film elsősorban komoly témákat boncolgat, romantikus és komikus elemekkel színezve.
A sorozatot eredetileg a The WB televíziós csatorna sugározta, majd miután a WB és a UPN társaságok létrehozták a CW Television Networköt, az Everwood-ot levették a műsorról. 2002. október 2-től hétköznap esténként az ABC Family, valamint Kanadában a Vision TV vetítette. Magyarországon először a TV2 mutatta be 2006. október 4-én, majd 2009. augusztus 18-án DVD-n is kiadásra került az első évad. 2012-től az M1, 2020-ban az Izaura TV, illetve 2022-től az RTL is vetítette.

## Szereplők
| Szerep                  | Színész          | Magyar hang      | Megjegyzés                              |
| ----------------------- | ---------------- | ---------------- | --------------------------------------- |
| Dr. Andrew "Andy" Brown | Treat Williams   | Sörös Sándor     |                                         |
| Ephram Brown            | Gregory Smith    | Szvetlov Balázs  |                                         |
| Amy Abbott              | Emily VanCamp    | Kálmánfi Anita   |                                         |
| Delia Brown             | Vivien Cardone   | Talmács Márta    |                                         |
| Edna Harper             | Debra Mooney     | Halász Aranka    |                                         |
| Irv Harper              | John Beasley     | Borbiczki Ferenc |                                         |
| Bright Abbott           | Chris Pratt      | Kováts Dániel    |                                         |
| Hannah Katherine Rogers | Sarah Drew       | Gulás Fanni      | 3-4. évad                               |
| Madison Kellner         | Sarah Lancaster  | Vadász Bea       | 2-4. évad                               |
| Nina Feeney             | Stephanie Niznik | Spilák Klára     | 2-4. évad, az 1. évadban epizódszerepek |
| Rose Abbott             | Merrilyn Gann    | Hullan Zsuzsa    | 3-4. évad, 1-2. évadban epizódszerepek  |
| Dr. Harold Abbott       | Tom Amandes      | Kovács István    |                                         |
| Dr. Linda Abbott        | Marcia Cross     | Balogh Erika     | 2. évad                                 |
| Amanda Hayes            | Anne Heche       | Tóth Auguszta    | 3. évad                                 |
| Jake Hartman            | Scott Wolf       | Bartucz Attila   | 3-4. évad                               |
| Julia Brown             | Brenda Strong    | Orosz Helga      | 1-2. évad, meghal                       |
| Reid Bardem             | Justin Baldoni   | Czető Roland     |                                         |

## Epizódok
| Évad | Évad | Epizódok | Eredeti sugárzás     | Eredeti sugárzás | Eredeti adó | Magyar sugárzás   | Magyar sugárzás   | Magyar adó |
| Évad | Évad | Epizódok | Évadpremier          | Évadfinálé       | Eredeti adó | Évadpremier       | Évadfinálé        | Magyar adó |
| ---- | ---- | -------- | -------------------- | ---------------- | ----------- | ----------------- | ----------------- | ---------- |
|      | 1    | 23       | 2002. szeptember 16. | 2003. május 19.  | The WB      | 2006. október 4.  | 2006. november 7. | TV2        |
|      | 2    | 22       | 2003. szeptember 15. | 2004. május 10.  | The WB      | 2006. november 8. | 2006. december 7. | TV2        |
|      | 3    | 22       | 2004. szeptember 13. | 2005. május 23.  | The WB      | 2006. december 8. | 2007. január 16.  | TV2        |
|      | 4    | 22       | 2005. szeptember 29. | 2006. június 5.  | The WB      | 2007. január 17.  | 2007. február 15. | TV2        |

## Elismerések
A sorozatot kétszer jelölték Emmy-díjra: először 2003-ban a főcímzenéért (Blake Neely szerzeményéért), majd másodszor vígjáték kategóriájában, a kiemelkedő vendégszínésznek járó díjra, (2004) James Earl Jones alakításért.
Treat Williams két Screen Actors Guild-díj jelölést (2003, 2004) kapott mint főszereplő.